# Birgit Sadolin
Birgit Sadolin (født Møller Petersen 10. oktober 1933 i Hellerup) er en dansk skuespillerinde.
Elev på Det Kongelige Teaters elevskole 1951-1953 og optrådte herefter på teatret i ca. 10 år i Jean de France, Helligtrekongers Aften, De usynlige, Maskarade, Lang dags rejse mod nat etc.
Fra 1964 har hun været freelance med roller på en række københavnske teatre samt Aalborg Teater. Herudover har hun medvirket i revyer, tv-teater samt i mange filmlystspil.
Hun var fra 1955 til 1969 gift med direktør cand.polit. Pelle Sadolin; siden har Sadolin været gift med sceneinstruktør Henning Ørnbak.

## Filmografi
| År   | Titel                                | Rolle                                          | Noter                                      |
| ---- | ------------------------------------ | ---------------------------------------------- | ------------------------------------------ |
| 1951 | Det sande ansigt                     | stuepige                                       |                                            |
| 1953 | Ved Kongelunden                      | deres datter, Anne Marie                       |                                            |
| 1954 | Karen, Maren og Mette                | kroejerens datter, Maren Mogensen              |                                            |
| 1955 | Altid ballade                        | Rosa                                           |                                            |
| 1955 | På tro og love                       | telefonpige                                    |                                            |
| 1956 | Kristiane af Marstal                 | Margit, Bonnekamps datter                      |                                            |
| 1957 | Tre piger fra Jylland                | Johanne Hansen (Joe)                           | Bodilpris for Bedste kvindelige hovedrolle |
| 1962 | Der brænder en ild                   | Karen, sygeplejerske og Marthas søster         | [ 6 ]                                      |
| 1965 | Een pige og 39 sømænd                | radiotelegrafisten Else Jensen, kaldet Gnisten | [ 7 ]                                      |
| 1965 | En ven i bolignøden                  | kontorassistent Nelly Smith                    |                                            |
| 1966 | Dyden går amok                       | Bertha, Niels' kone                            |                                            |
| 1966 | Flagermusen                          | Ida, Adeles søster                             |                                            |
| 1966 | Min søsters børn                     | barneplejersken Lisbet Andersen                | mest kendte filmroller                     |
| 1967 | Min søsters børn på bryllupsrejse    | barneplejersken Lisbet Andersen                | mest kendte filmroller                     |
| 1969 | Sjov i gaden                         | Anna Michelsen, Winnie's rigtige faster Anna   | [ 9 ]                                      |
| 1969 | Pigen fra Egborg                     | Rikke, kokkepige på Egborg                     | [ 10 ]                                     |
| 1974 | Nitten røde roser                    | hans kone                                      |                                            |
| 1976 | Strømer                              | fru. Svendsholm                                |                                            |
| 1978 | Slægten                              | hans kone                                      |                                            |
| 1979 | Johnny Larsen                        | Brittas mor                                    |                                            |
| 1983 | Otto er et næsehorn                  | Viggos mor                                     |                                            |
| 1988 | Baby Doll                            | Evas mor                                       |                                            |
| 1989 | Den røde tråd                        | frøken Jensen                                  | Shu-bi-dua-filmen                          |
| 1989 | Dansen med Regitze                   | Annie                                          |                                            |
| 1992 | Det skaldede spøgelse                | museumsdamen                                   |                                            |
| 1994 | Frække Frida og de frygtløse spioner | Fridas mormor                                  |                                            |
| 2002 | At kende sandheden                   | moderen                                        |                                            |

### TV-serier
| År          | Titel                           | Rolle                                     | Afsnit |
| ----------- | ------------------------------- | ----------------------------------------- | ------ |
| 1977-1980   | En by i Provinsen               | Louise, kriminalassistent Samuelsens kone |        |
| 1980        | Vores år                        | Tutta Wersen                              |        |
| 1982-83     | Udvikling                       | Susan Kramhøj                             |        |
| 1984        | Niels Klims underjordiske rejse | kejserinden                               |        |
| 1987        | Bill og Daphne                  | Britt                                     |        |
| 1993        | Tre ludere og en lommetyv       | skoleinspektør                            | 6      |
| 1994        | Strenge tider                   |                                           |        |
| 1996 - 2000 | Madsen & Co.                    | Dagmar                                    | 5 & 30 |
| 2000 - 2002 | Hotellet                        | rig dame                                  | 5      |
| 2000 - 2004 | Rejseholdet                     | Karen, Tobias' farmor                     | 18     |
| 2000 - 2003 | Skjulte spor                    | blind dame                                |        |